# Saint-Dizant-du-Bois
Saint-Dizant-du-Bois is een gemeente in het Franse departement Charente-Maritime (regio Nouvelle-Aquitaine) en telt 111 inwoners (2009). De plaats maakt deel uit van het arrondissement Jonzac.

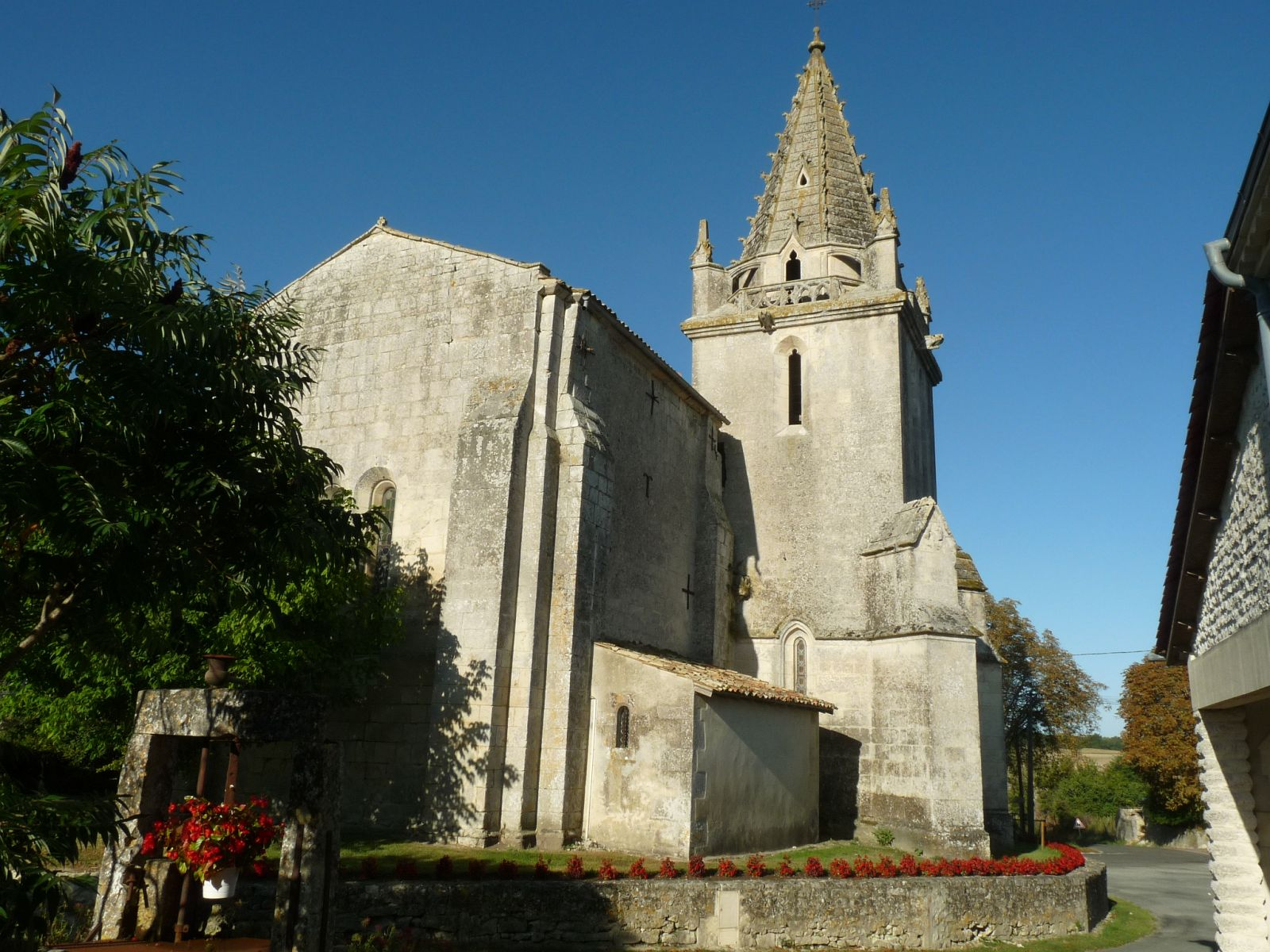
Kerk van Saint-Dizant-du-Bois
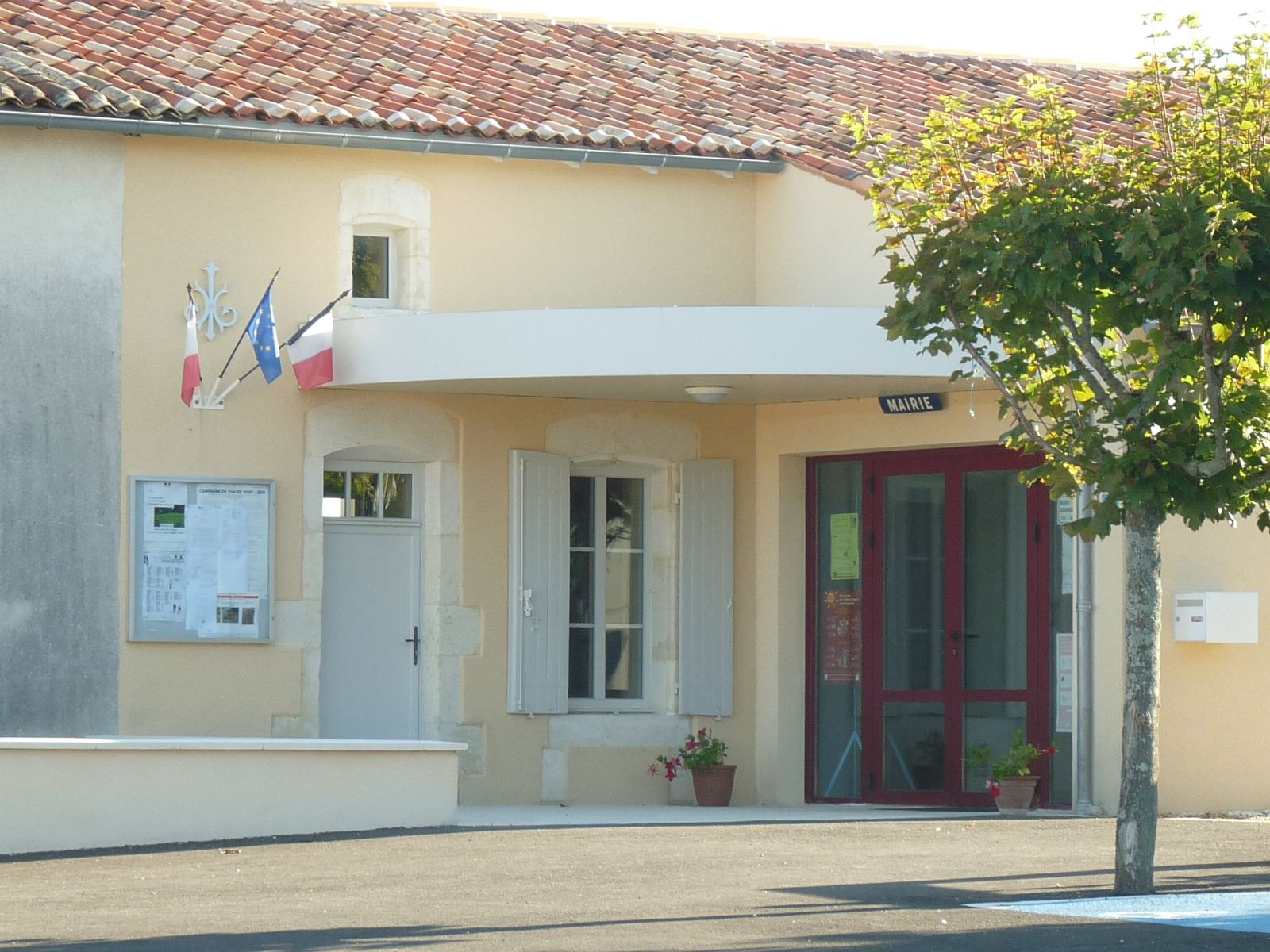
Gemeentehuis van Saint-Dizant-du-Bois

## Geografie
De oppervlakte van Saint-Dizant-du-Bois bedraagt 4,2 km², de bevolkingsdichtheid is dus 26,4 inwoners per km².
De onderstaande kaart toont de ligging van Saint-Dizant-du-Bois met de belangrijkste infrastructuur en aangrenzende gemeenten.

## Demografie
Onderstaande figuur toont het verloop van het inwonertal (bron: INSEE-tellingen).